# Archena
Archena est une commune de la région de Murcie en Espagne.